# Вольмирслебен
Вольмирслебен (нем. Wolmirsleben) — община в Германии, в земле Саксония-Анхальт. 
Входит в состав района Зальцланд. Подчиняется управлению Эгельнер Мульде.  Население составляет 1417 человек (на 31 декабря 2010 года). Занимает площадь 16,90 км².